# Sông Thu Bồn

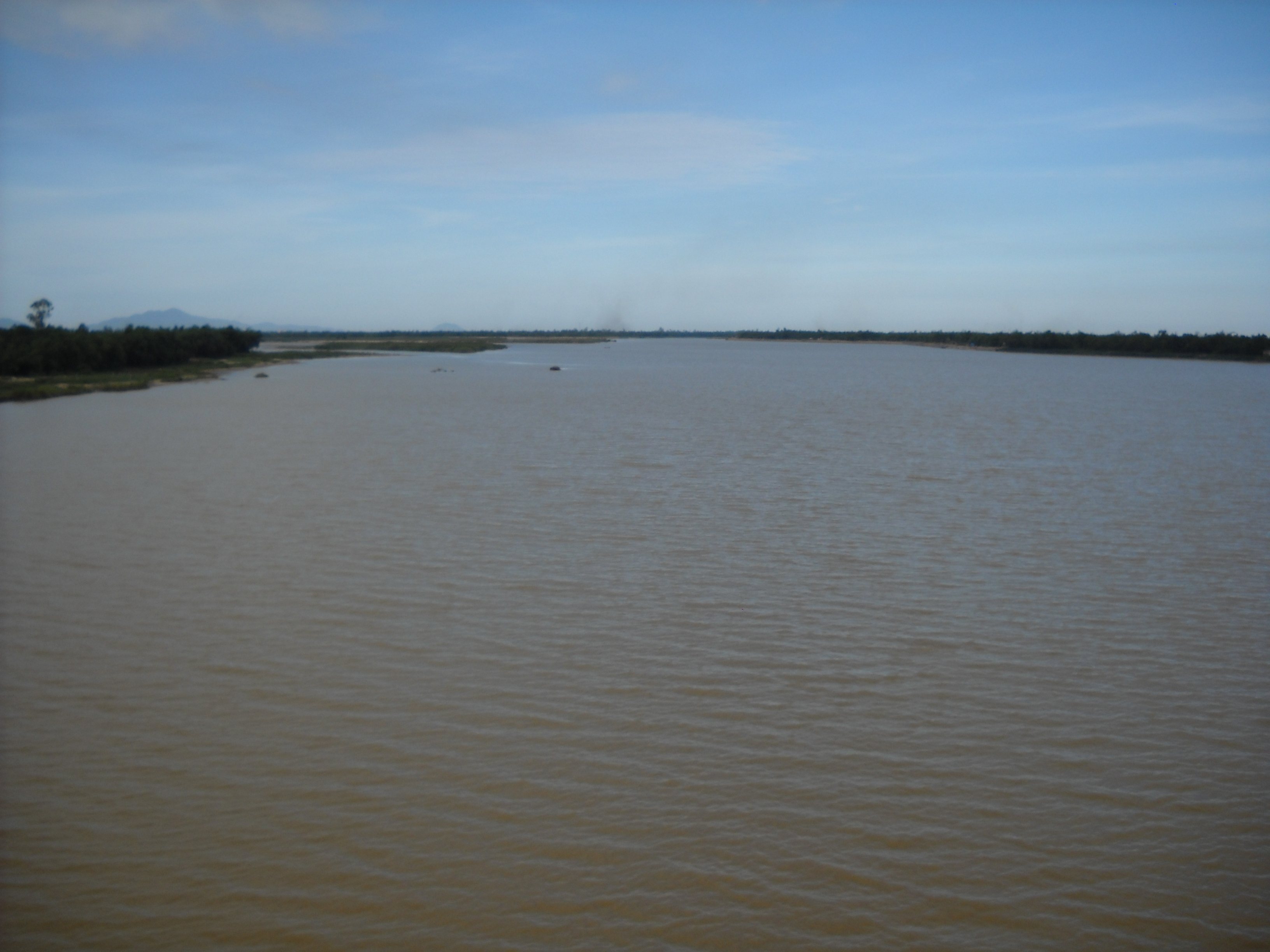
Sông Thu Bồn, đoạn qua Duy Xuyên, Quảng Nam

Sông Thu Bồn, với diện tích lưu vực rộng 10.350 km², là một trong những sông nội địa có lưu vực lớn nhất Việt Nam. Sông bắt nguồn từ khối núi Ngọc Linh thuộc huyện Đăk Glei, tỉnh Kon Tum và đổ ra biển tại cửa Đại, thành phố Hội An, tỉnh Quảng Nam; một nhánh chảy vào sông Vĩnh Điện để đổ nước vào sông Hàn, Đà Nẵng. Trước khi đổ ra biển tại cửa Đại, một phần nước của sông chảy vào sông Trường Giang để đổ ra vịnh An Hòa, Tam Quang, Núi Thành. Sông Thu Bồn cùng với sông Vu Gia, hợp lưu tại Đại Lộc, tạo thành hệ thống sông lớn có vai trò rất quan trọng đối với đời sống và tâm hồn người Quảng. Phần lớn diện tích lưu vực sông chảy trong địa phận Quảng Nam và thành phố Đà Nẵng, phần thượng nguồn một phần nằm trên đất Kon Tum và Quảng Ngãi.
Lưu vực sông Vu Gia – Thu Bồn có ranh giới với các lưu vực:
- Phía bắc giáp lưu vực sông Cu Đê.
- Phía nam giáp lưu vực sông Sê San, sông Trà Bồng.
- Phía đông giáp biển Đông và lưu vực sông Tam Kỳ.
- Phía tây giáp với Lào.

## Dòng chảy
Sông bắt nguồn từ khối núi Ngọc Linh (Nam Quảng Nam-Bắc Kon Tum); phần thượng lưu này được gọi là Đak Di. Sông chảy ngược lên phía Bắc qua các huyện trung du của tỉnh Quảng Nam như Nam Trà My, Bắc Trà My, Tiên Phước, Hiệp Đức. Khi đi qua đây, sông nhận thêm nhiều chi lưu là các sông, suối nhỏ. Đoạn chảy qua Tiên Phước và Hiệp Đức được gọi là sông Tranh. Bắt đầu khi đi qua địa phận Nông Sơn, Duy Xuyên, sông mới bắt đầu được gọi là Thu Bồn. Ở Nông Sơn, sông đổi sang hướng Tây Nam-Đông Bắc. Khi chảy qua ranh giới giữa Duy Xuyên và Đại Lộc, Thu Bồn nhận chi lưu lớn nhất ở tả ngạn, đó là sông Vu Gia. Sông đổ ra Biển Đông ở cửa Đại. Cách cửa Đại không xa ngoài khơi là cù lao Chàm. Trước khi ra biển, sông tạo ra một số phân lưu như sông Ba Chươm, sông Cổ Cò, sông Đình, sông Đò, sông Hội An.

## Các lưu vực sông chính

#### Sông Thu Bồn

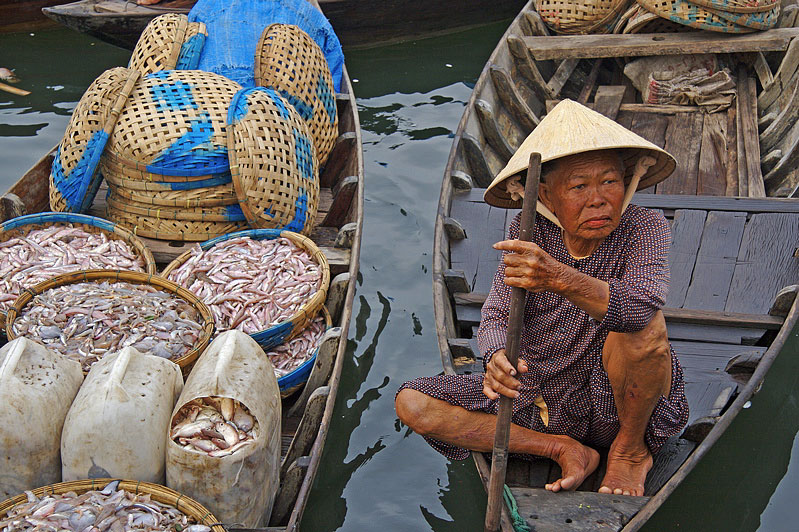
Cá đánh bắt được trên sông

Sông Thu Bồn là dòng chính của hệ thống sông cùng tên. Phần thượng nguồn của sông còn được gọi với một cái tên khác là sông Tranh. Sông bắt nguồn từ núi Ngọc Linh cao 2,598m thuộc huyện Nam Trà My, tỉnh Quảng Nam. Phần thượng lưu, sông chảy theo hướng Nam-Bắc qua các huyện Nam Trà My, Bắc Trà My, Tiên Phước, Hiệp Đước, Nông Sơn, Quế Sơn. Đến Giao Thủy sông chảy vào vùng đồng bằng các huyện Duy Xuyên, Điện Bàn và Thành phố Hội An. Chiều dài của dòng chính đến Cửa Đại dài 198 km với tổng diện tích đến Giao Thủy (nơi hợp lưu với sông Vũ Gia) rộng 3,825 km 2. Thượng lưu của sông Thu Bồn có các phụ lưu cấp II lớn như Sông Khang, sông Vang, sông Tranh, sông Gềnh Gềnh. Tại Giao Thủy, sông nhận nước từ phụ lưu Vu Gia tạo thành một hệ thống phân lưu khá phức tạp ở vùng hạ lưu sông. Tại thị trấn Vĩnh Điện, một phần nước của sông Thu Bồn đổ vào chi lưu Vĩnh Điện dẫn nước vào sông Hàn và đổ ra cửa Đà Nẵng ..

#### Sông Vu Gia
Là một trong hai sông hợp thành hệ thống sông Thu Bồn nên cũng có người gọi hệ thống sông Thu Bồn-Vu Gia. Lưu vực sông Vu Gia nằm về phía bắc lưu vực sông Thu Bồn thuộc địa phận các huyện Đông Giang, Tây Giang, Nam Giang, Đại Lộc và Điện Bàn tỉnh Quảng Nam, huyện Hòa Vang thành phố Đà Nẵng. Sông Vu Gia có các phụ lưu cấp II quan trọng gồm sông Bung, sông Kôn, sông Cái. Chiều dài dòng chính tính từ thượng nguồn sông Cái đến cửa Hàn (Đà Nẵng) dài 204 km. Tổng diện tích lưu vực đến thị trấn Ái Nghĩa (huyện lị huyện Đại Lộc) đạt 5,180 km². Phần thượng nguồn sông Vu Gia có một phần lưu vực nằm trên đất Kon Tum, thuộc huyện Đăk Glei với tổng diện tích lưu vực đạt 500 km². Tại Ái Nghĩa, sông có một chi lưu nhỏ là sông Quảng Huế đổ nước vào sông Thu Bồn. Sông sau đó tiếp tục được chia thành hai nhánh là Sông Yên và sông Chu Bái. Sông Yên chảy về phía An Trạch, sau đó nhập lưu với sông Túy Loan chảy vào sông Hàn, Đà Nẵng .

## Tài nguyên lưu vực sông

#### Tài nguyên thủy điện
Do đặc điểm địa lý, thủy văn của hệ thống sông ở miền Trung - Tây Nguyên với lưu lượng mưa hằng năm rất lớn so với cả nước (từ 2.000 mm/năm trở lên) nên hệ thống sông suối ở khu vực này ẩn chứa một tiềm năng thủy điện rất lớn, đặc biệt là hệ thống sông Vu Gia - Thu Bồn thuộc các tỉnh Quảng Nam. Theo tính toán của Công ty Tư vấn xây dựng điện 1, trên hệ thống sông Vu Gia - Thu Bồn có tới 10 công trình thủy điện với tổng công suất lắp máy 1.279 Mw, gấp 1,76 lần so với Nhà máy Thủy điện Yaly (Gia Lai - Kon Tum), sản lượng điện bình quân hằng năm là 4.751,3 tỷ kWh. Trong đó có nhiều công trình thủy điện có các chỉ tiêu kinh tế kỹ thuật tốt có thể sớm đưa vào xây dựng được như A Vương 1, Sông Tranh 2, Đak Mi 4, Sông Bung 4, Sông Côn 2 và Đak Mi 1.vv.. Theo Phê duyệt Quy hoạch bậc thang thủy điện hệ thống sông Vu Gia - Thu Bồn do Tổng Công ty Điện lực Việt Nam thực hiện, hệ thống sông Vu Gia - Thu Bòn gồm 8 dự án thủy điện:
- Thủy điện A Vương, mực nước dâng bình thường (MNDBT) 380m, công suất lắp máy (NLM) 210 MW;
- Thủy điện Sông Bung 2, MNDBT 570m, NLM = 100 MW;
- Thủy điện Sông Bung 4, MNDBT 5230m, nhà máy thủy điện trên nhánh sông Giằng NLM = 220 MW;
- Thủy điện Sông Giằng, MNDBT 60m, NLM = 60 MW;
- Thủy điện Đăk Mi 1, MNDBT 820m, NLM = 255 MW;
- Thủy điện Đăk Mi 3, MNDBT 359m, NLM = 63MW;
- Thủy điện Đăk Mi 4, MNDBT 260, nhà máy thủy điện trên nhánh sông Thu Bồn, NLM = 210 MW;
- Thủy điện Sông Kôn 2, MNDBT 312,5m, NLM = 60 MW;
- Thủy điện Sông Tranh 2, MNDBT 170m, NLM = 135MW;

Các dự án thủy điện trên sông Vu Gia - Thu Bồn thực hiện đồng thời các nhiệm vụ phát điện lên hệ thống điện quốc gia; bổ sung nguồn nước về mùa kiệt cho hạ du và tham gia giảm lũ, chậm lũ cho hạ du.
Việc xây dựng các dự án thủy điện tạo điều kiện phát triển kinh tế cho địa phương. Tuy nhiên, lưu vực Thu Bồn-Vu Gia cũng là nơi tập trung lớn nhất của các loài đặc hữu sinh sống tại các khu rừng mưa nhiệt đới, vốn được coi là một trong những nơi cuối cùng ít chịu ảnh hưởng của biến đổi khí hậu. Những loài động vật ở đây bao gồm sao la, loài động vật đang bị nguy cấp, là một loài thú giống như hươu nai, được phát hiện vào năm 1992 bởi một nhóm các nhà khoa học từ Bộ Lâm Nghiệp Việt Nam và WWF .

#### Tài nguyên khoáng sản
Lưu vực sông Thu Bồn phần thượng lưu là nơi được cho là có nhiều vàng sa khoáng. Việc khai thác vàng thủ công, khai thác sỏi và cát ở đây đã làm ô nhiễm nước sông và gây xói mòn đất. Lưu trữ ngày 28 tháng 10 năm 2007 tại Wayback Machine Trên thượng nguồn sông Thu Bồn có hai công trình thủy điện đã và đang được xây dựng, đó là Sông Tranh 1 và Sông Tranh 2.

#### Tài nguyên sinh vật
Vùng cửa sông Thu Bồn là một vùng đất ngập nước, có nhiều cồn, với hai hệ sinh thái là rừng nhiệt đới và cỏ biển. Với tầm quan trọng về đa dạng sinh học và văn hóa, vùng hạ lưu sông Thu Bồn bao gồm quần thể khu đô thị cổ Hội An, Khu bảo tồn biển Cù Lao Chàm và vùng hạ lưu sông Thu Bồn được Ủy ban quốc gia UNESCO Việt Nam và tỉnh Quảng Nam lập hồ sơ khoa học đệ trình UNESCO công nhận là khu dự trữ sinh quyển thế giới.
Theo tài liệu nghiên cứu của các nhà khoa học trong và ngoài nước cho biết, vùng hạ lưu sông Thu Bồn là nơi có khí hậu, môi trường tốt cho các loại sinh vật nước ngọt, nước mặn và cả sinh vật trên cạn sinh sống, sinh sôi nảy nở và phát triển.
Bên sông Thu Bồn có nhiều di tích lịch sử của vương quốc Chăm Pa cổ xưa, như thánh địa Mỹ Sơn (Duy Xuyên), Trà Kiệu (kinh đô cổ của Chăm Pa), cảng thị cổ Hội An (tả ngạn sông Thu Bồn, cách cửa Đại 4 km).

## Các vấn đề môi trường
Xói lở bờ sông là vấn đề môi trường nghiêm trọng của các vùng đất nằm trong lưu vực sông

## Lũ lụt
Những năm gần đây, các cơn lũ xuất hiện với tần suất cao và cường độ lớn trên hệ thống sông Thu Bồn gây thiệt hại nhiều về người và tài sản cho cư dân Quảng Nam. Những trận lụt lớn năm 1964, 1978, 1983, 1993, 1998, 1999, 2004, 2006 đã làm thay đổi dòng chảy một số đoạn sông, gây xói lở nghiêm trọng bờ sông, Nhà nước cũng nên đầu tư để khắc phục chấm dứt tình trạng trên bằng cách di đơi dân lên vùng cao, đe dọa sự tồn tại của các công trình kiến trúc Hội An.